# Бердзенаули
Бердзенаули (груз. ბერძენაული) — село в Грузии, на территории Карельского муниципалитета края (мхаре) Шида-Картли.

## География
Село находится в центральной части Грузии, на правом берегу реки Западная Проне, на расстоянии приблизительно 10 километров (по прямой) к северо-западу от города Карели, административного центра муниципалитета. Абсолютная высота — 669 метров над уровнем моря.

## Население
По результатам официальной переписи населения 2014 года в Бердзенаули проживало 511 человек (260 мужчин и 261 женщина). В национальной структуре населения грузины составляли 99,4 %, армяне — 0,2 %, осетины — 0,2 %, украинцы — 0,2 %.
| Год  | Население, человек |
| ---- | ------------------ |
| 2002 | 723                |
| 2014 | ↘ 511              |